# 1994–1995-ös négysánc-verseny
A 1994–1995-ös négysánc-verseny, az 1994–1995-ös síugró-világkupa részeként került megrendezésre, melyet hagyományosan Oberstdorfban, Garmisch-Partenkirchenben (Németország), valamint Innsbruckban és Bischofshofenben (Ausztria) tartottak 1994. december 30. és 1995. január 6. között.
A torna győztese az osztrák Andreas Goldberger lett, megelőzve a japán Funaki Kazujosit és a finn Janne Ahonent.

## Eredmények
| Dátum              | Helyszín               | Sánc                             | Győztes                  | Második            | Harmadik      |
| ------------------ | ---------------------- | -------------------------------- | ------------------------ | ------------------ | ------------- |
| 1994. december 30. | Oberstdorf             | Schattenbergschanze K-115        | Reinhard Schwarzenberger | Andreas Goldberger | Jens Weißflog |
| 1995. január 1.    | Garmisch-Partenkirchen | Große Olympiaschanze K-115       | Janne Ahonen             | Andreas Goldberger | Jani Soininen |
| 1995. január 4.    | Innsbruck              | Bergiselschanze K-110            | Funaki Kazujosi          | Andreas Goldberger | Mika Laitinen |
| 1995. január 6.    | Bischofshofen          | Paul-Ausserleitner-Schanze K-120 | Andreas Goldberger       | Roberto Cecon      | Dieter Thoma  |

## Végeredmény
Összetett végeredmény
| Helyezés | Név                | Pontok |
| -------- | ------------------ | ------ |
| 1        | Andreas Goldberger | 955.4  |
| 2        | Funaki Kazujosi    | 932.0  |
| 3        | Janne Ahonen       | 896.3  |
| 4        | Ari-Pekka Nikkola  | 886.2  |
| 5        | Nicolas Dessum     | 870.3  |
| 6        | Jani Soininen      | 869.6  |
| 7        | Roberto Cecon      | 866.2  |
| 8        | Toni Nieminen      | 863.9  |
| 9        | Nicolas Jean-Prost | 860.6  |
| 10       | Lasse Ottesen      | 839.8  |